# اسکات بیرد
اسکات بیرد (انگلیسی: Scott Baird؛ زادهٔ ۷ مهٔ ۱۹۵۱) ورزشکار کرلینگ اهل ایالات متحده آمریکا است.